# Zentrum der Verteidiger der Gerechtigkeit für strategische Forschung
Das Zentrum der Verteidiger der Gerechtigkeit für strategische Forschung (türkisch Adalet Savunanlar Stratejik Araştırmalar Merkezi, kurz ASSAM) ist eine Denkfabrik, die am 24. Mai 2013 nach türkischem Vereinsrecht gegründet wurde und das Ziel verfolgt, die Staaten mit muslimischer Bevölkerungsmehrheit zu einer Supermacht unter türkischer Führung zu vereinen. Den Vorsitz des Vereins hat der pensionierte Brigadegeneral der türkischen Streitkräfte und ehemalige Berater des türkischen Präsidenten Erdoğan, Adnan Tanrıverdi, inne. Tanrıverdi ist auch der Gründer des privaten Sicherheitsunternehmens SADAT A.Ş. Unter der Schirmherrschaft des Vereins wurde eine Reihe von Kongressen organisiert, die auf die Errichtung einer Union islamischer Staaten mit dem Namen ASRICA (ein Kofferwort aus Asia und Africa) abzielt. ASSAM ist außerdem Herausgeber der dreimal jährlich erscheinenden, begutachteten Zeitschrift ASSAM Uluslarası Hakemli Dergi – ASSAM International Refereed Journal.

## Zweck und Selbstverständnis des Vereins
In einem Artikel auf der Website des Vereins beschreibt Adnan Tanrıverdi die Gründe für den Zusammenschluss von ASSAM wie folgt: „Die internationalen Bündnisse, die nach dem Zweiten Weltkrieg entstanden sind, handelten nicht im Interesse der gesamten Staatengemeinschaft, sondern vornehmlich im Sinne der permanenten Mitglieder des UN-Sicherheitsrates. Die Hauptfunktion der Vereinten Nationen sei es, die Interessen der USA, Russlands, Frankreichs und Chinas in der islamischen Welt durchzusetzen. Israel sei als ein Außenposten des „27. Kreuzzuges“ in Palästina installiert worden und sei unter den „Augen, Ohren und Fäusten der christlichen Welt wie ein Dolch ins Herz der islamischen Geographie gestoßen worden““. In Folge der Besetzung Afghanistans sei die Sowjetunion gefallen und die sozialistische Ideologie kollabiert. Die Besetzung des Iraks und Afghanistans durch die USA und die NATO hätten die Mission gehabt, den Kampf der Kulturen voranzutreiben. Aufgrund der hohen Kosten dieser militärischen Operationen habe „der Westen“ die Agenda der Initiative Großraum Mittlerer Osten ausgerufen. Nun versuche er „die islamischen Länder“ mit kostengünstigeren nicht-militärischen Mitteln zu destabilisieren und für soziale, politische und ökonomische Unruhe in ihnen zu sorgen, um so Kontrolle über sie auszuüben. Die sechzig „islamischen Staaten“ in der UN stünden in einer geographischen Schlüsselposition zwischen drei Kontinenten und verfügten über reiche Bodenschätze und überlegene spirituelle Werte. Weil sie sich nicht aus der westlichen Vorherrschaft haben lösen können, hätten sie trotzdem nicht die ihnen zustehende Macht.
Die Republik Türkei habe sich nach ihrer Gründung von islamischen Werten und der Gemeinschaft islamischer Staaten entfernt und dem Westen zugewandt, auf falsche Ziele hingearbeitet. Durch diese Politik hätten sich Nation und Staat über ein Jahrhundert hinweg entgegengesetzt gegenüber gestanden. Die nationalistisch-säkulare Ideologie des Militärs habe die staatliche Verwaltung kontrolliert und somit den politischen Willen der Nation unterdrückt. Die Türkei müsse den „nationalen Willen“ alle staatlichen Institutionen beherrschen lassen, um die Führung der islamischen Länder übernehmen zu können. In der letzten Dekade sei es der Türkei gelungen, von „falschen Ideologien“ Abstand zu nehmen und den nationalen Willen zu bündeln. Hierdurch sei politische Stabilität geschaffen worden. Durch die erreichte Einheit der Nation sei die Türkei zu einer Regionalmacht geworden und habe ihr hohes Ansehen in der islamischen Welt wiedererlangt.
Nun müssten die islamischen Staaten einander solidarisch unterstützen, um autoritäre Regime zu überwinden und Demokratien zu schaffen. Ökonomische Kooperation, außenpolitische Richtlinien und Verteidigung gegen Ausbeutung stünden nun auf der Tagesordnung. Der Wohlstand der „muslimischen Nationen“ und die Erlangung von Frieden und Gerechtigkeit seien abhängig vom Aufstieg der „islamischen Länder“ zur Weltmacht.

## Die Internationalen Kongresse der Islamischen Union
ASSAM hat zur Vorbereitung der von ihr angestrebten internationalen Islamischen Union bisher (Stand Januar 2021) vier Konferenzen in Istanbul abgehalten, die unter dem Namen „International ASSAM Islamic Union Congresses“ firmieren.

### Sponsoren
Partner bei der Durchführung der Konferenzen sind die private Üsküdar-Universität (Islam Dünyasi STK’ları Birliği, engl. The Union of NGOs of the Islamic World) und die staatliche Kütahya Dumlupınar Universität. Noch bis zum August 2020 wurde auf der ASSAM-Website, die über die einzelnen Konferenzen informiert, eine Reihe von Sponsoren aufgeführt. Hierbei handelte es sich um Turkish Airlines, das Unternehmen Eminevim, den Internetsender der ultrakonservativen Zeitung Yeni Akit, akit.tv, das Sicherheitsunternehmen Ekol Grup, das private Sicherheits- und Militärunternehmen SADAT, die Werbeagentur Mor Yapım, die Üsküdar-Universität, die auf Zeitschriften des Rüstungssektors spezialisierte Plattform Savunma Sanayii Dergilik, den türkischen Rüstungskonzern Aselsan, das Verteidigungs- und IT-Unternehmen Havelsan, Türk Havacılık Uzay Sanayii (Turkish Aerospace) und die von der AKP regierten Istanbuler Stadtverwaltungen Esenler, Sancaktepe, Bahçelievler, Sultangazi und Beyoğlu.

### Die einzelnen Konferenzen

#### 2017: „Regierungsformen von der Vergangenheit in die Zukunft“
Auf der ersten von ASSAM abgehaltenen Konferenz mit dem Titel „Regierungsformen von der Vergangenheit in die Zukunft“, die Ende November 2017 abgehalten wurde, wurde in mehreren Sitzungen vornehmlich über verschiedene Staats- und Regierungsformen islamischer Staaten der Geschichte und Gegenwart debattiert. Im Vorfeld der Konferenz wurde bei der „2nd IDSB International NGO Fair“ ein Aufruf zur Vereinigung der „islamischen Länder“ unter „einem Willen“ und mit einem permanent tagenden Parlament von ASSAM veröffentlicht. Dieses Parlament solle der erste Schritt zur Gründung einer Union der islamischen Staaten sein. Das Parlament solle sich an die Schaffung der staatlichen Strukturen einer Union machen. Ein supranationales Justizsystem, eine gemeinsame Sicherheitspolitik und die politischen Beziehungen der Mitgliedsstaaten sollten aus dem Zentrum der Union implementiert werden. Das Parlament solle die Prozeduren und Prinzipien der zentralen Justiz, inneren Sicherheit, Verteidigung und auswärtige Beziehungen bestimmen. Für den Fall, dass es Versuche zur Verhinderung der geplanten Union und des Parlaments gebe, solle Militär zum Einsatz kommen.
Ein Verfassungsentwurf von 2017 für ASRICA (ASIA-AFRICA) Islamic Countries Union enthält bereits 180 Artikel. Hier wird Istanbul als die Hauptstadt vorgesehen und der oberste Souverän ist die Scharia (Art. 8). Presse- und Versammlungsfreiheit sind in dem Entwurf ebenso vorgesehen wie „die Freiheit der Forschung und die Unversehrtheit von Leib und Heim“. Dem Entwurf nach soll die Union den Prinzipien der Gewaltenteilung gemäß und in Form eines Präsidialsystems regiert werden.

#### 2018: „Islamische Wirtschaft und gemeinsame Wirtschaftssysteme“
Die zweite von ASSAM ausgetragene Konferenz, die Anfang November 2018 stattfand, widmete sich der Wirtschaft in der zu schaffenden Union islamischer Staaten. Neben den Grundlagen einer an islamischen Werten orientierten Wirtschaftsweise ging es um aktuelle wirtschaftliche Probleme und verschiedene Wirtschaftsbereiche wie Tourismus, Finanzen und Außenhandel. Den größten Teil der Sitzungen nahmen Diskussionen über die wirtschaftliche Zusammenarbeit islamischer Staaten ein. Auf der Konferenz sprach unter anderem der stellvertretende Finanzminister Nureddin Nebati.
In der Abschlussdeklaration des zweiten Kongresses ist der Name der zu schaffenden Union bereits als ASRICA (ASIA-AFRICA) aufgeführt. Es wird erklärt, dass die Grundsätze des Islams die treibenden Prinzipien der Zentralregierung sein sollten. Um den islamischen Ländern zu mehr wirtschaftlicher Macht zu verhelfen, solle eine Wirtschaftsunion der islamischen Staaten, basierend auf der islamischen Wirtschaft gegründet werden. Im wirtschaftspolitischen Bereich sollen nach der Deklaration verschiedene Institutionen geschaffen werden, nämlich: Eine Währungs- und Zollunion, ein gemeinsamer Markt, Freihandelszonen zwischen einzelnen Mitgliedsstaaten der Union, eine zentrale Stelle für Zakāt, eine Handelskammer, verschiedene Investmentfonds und Einrichtungen für die Förderung von Wissenschaft und Wirtschaft sowie eine gemeinsame digitale Währung (ASRICA-Dinar). Außerdem solle durch die Förderung und Betonung von Gemeinsamkeiten in Geschichte, Sprache und Kultur und politischer Willensbildung die wirtschaftliche Integration gefördert werden.

#### 2019: „Gemeinsame Produktion in der ASRICA-Verteidungsindustrie“
Im Zentrum der dritten Konferenz, die im Dezember 2019 stattfand, stand die Frage nach einer gemeinsamen Rüstungs- und Sicherheitspolitik der Union islamischer Staaten ASRICA. Hierbei spielten sowohl die gemeinsame Rüstungsindustrie als auch einzelne Technologien und allgemeine Grundlagen des Rüstungssektors eine Rolle. In der Abschlussdeklaration der Konferenz wurde die zu schaffende Union anhand von ethnischen und geographischen Gesichtspunkten in neun regionale Föderationen aufgeteilt: Föderation der islamischen Staaten des Mittleren Ostens, Zentralasiens, des Nahen Ostens, Südostasiens, Nordafrikas, Ostafrikas, Nordwestafrikas und Südamerikas, Südwestafrikas und Europas. Des Weiteren wurden den drei Ebenen der Union (Unionsebene, Föderationsebene und nationale Ebene) unterschiedliche Kompetenzen zugewiesen: Dem ASRICA-Parlament sollen die Ministerien für Justiz, Verteidigung, Verteidigungsindustrie, für das Innere und für Außenpolitik unterstehen. Die regionalen Föderationen islamischer Staaten sollen für die Ministerien für Zoll und Handel, für Transport und maritime Angelegenheiten, Wirtschaft, Wissenschaft, Industrie und Technologie, Entwicklung sowie für Kultur und Tourismus zuständig sein. Im Einflussbereich der Nationalstaaten sollen die Bildungsministerien, das Finanzwesen, die Verwaltung der Energie und natürlicher Ressourcen, das Gesundheitswesen, die Landwirtschaft, Jugend und Sport, Forst- und Wasserangelegenheiten, Arbeits- und soziale Sicherheit, Sozialpolitik, Umwelt und Stadtentwicklung liegen.
Das auf Unionsebene einzurichtende Ministerium für Verteidigungsindustrien soll den Bedarf an Produkten aus der Rüstungsindustrie feststellen und zuständig sein für die Erneuerung, Herstellung, Lagerung, Distribution, Instandhaltung und Modernisierung des Inventars. In den neun Regionen sollen Präsidien für die Verteidigungsindustrie gegründet werden, unter denen die Präsidien für Verteidigung der Nationalstaaten operieren. Für den gesamten Bereich der Rüstung sollen unionsweite Zentren für Zertifizierung, Akkreditierung und Instandhaltung aufgebaut werden. Die Auftragsvergabe an die größten Unternehmen soll auf Unionsebene erfolgen, während die Präsidien auf Regional- und Nationalebene auch Aufträge an Subunternehmen vergeben können.

#### 2020: „Das Verteidigungssystem der ASRICA-Konföderation“
Die vierte Konferenz im Dezember 2020 mit dem Titel “ASRIKA (sic!) Confederacy Defense System” thematisierte die verschiedenen Facetten der Verteidigungs- und Sicherheitspolitik islamischer Staaten und der zu schaffenden Union islamischer Staaten ASRICA. Adnan Tanrıverdi stellte auf der Konferenz ein Modell für die konkrete Sicherheitsarchitektur der Union vor. Er gab einen Aufbauplan für die Bereiche des Verteidigungsministeriums der Union. Neben den Kommandanturen der Land-, See- und Luftstreitkräfte ist eine Kommandantur für Flugabwehr, eine weitere für Cybersicherheit und neun Kommandanturen für gemeinsame Operationen der Regionen vorgesehen. Interessanterweise ist in einem Organigramm aus Tanrıverdis Präsentation auch die Militärführung als türkische Militärführung aufgeführt.

#### Weitere geplante Konferenzen
Nach Darstellung auf der eigenen Website plant ASSAM für die kommenden Jahre weitere Konferenzen zu den folgenden Themen:
- Establishment of Common Foreign Policy Procedures and Principles for the Islamic Union (2021)
- Establishment of the Principles and Procedures of the Common Judicial System for the Islamic Union (2022)
- Establishment of Common Public Order and Security Procedures and Principles for the Islamic Union (2023)

## Zeitschrift
Die Zeitschrift ASSAM International Refereed Journal erscheint seit 2014 dreimal jährlich. Ein Blick in die verschiedenen Ausgaben zeigt, dass das Gros der Beiträger aus der Türkei stammt. Die behandelten Themen decken verschiedene sozialwissenschaftliche Bereiche ab und reichen von internationalen Beziehungen über Verwaltung, Wirtschaft, Geschichte bis hin zu Politik. Neben Artikeln in türkischer Sprache werden auch immer wieder englischsprachige Einreichungen veröffentlicht.

## Kontroversen

### Adnan Tanrıverdis Mahdi-Rede
Adnan Tanrıverdi sorgte auf dem dritten ASSAM Kongress 2019 mit einem Interview für Aufsehen, in dem er behauptete, ASSAM und das von ihm mitgegründete Sicherheitsunternehmen SADAT bereiteten mit ihren Tätigkeiten das Erscheinen des Mehdi vor. Nach diesem Vorfall und der dadurch ausgelösten öffentlichen Diskussion trat Tanrıverdi angeblich aus Altersgründen von seiner Position als Berater des Präsidenten zurück.
Tanrıverdi bezeichnete den Umgang der Presse mit seinen Aussagen als „Schmierkampagne, in der lediglich Teile eines Dialoges mit einem Zuhörer herausgegriffen und – willentlich oder unwillentlich – fehlinterpretiert worden“ seien.

### Beteiligung öffentlicher Unternehmen an den Kongressen
Wie der Liste der Sponsoren des Kongresses zu entnehmen ist, beteiligten sich mehrere Unternehmen im mehrheitlich staatlichen Besitz sowie verschiedene Stadtverwaltungen als Sponsoren an den Kongressen. Dies führte zu Kritik aus den Reihen der Opposition. Yasin Öztürk, ein Abgeordneter der İyi-Partei, stellte zwei parlamentarische Anfragen bezüglich der Beteiligung von öffentlichen Unternehmen an einem Kongress, der am Aufbau einer islamischen Union arbeitet. Ein solches Vorhaben sei weder mit dem türkischen Vereinsrecht noch mit der türkischen Verfassung in Einklang zu bringen. Der Abgeordnete fragte außerdem, warum der Vorsitzende des Präsidiums für religiöse Angelegenheiten an der Konferenz teilnahm, ob der Innenminister die Erlaubnis für die Konferenz gegeben habe und warum Tanrıverdi nach dem ersten Kongress 2017 weiterhin eine prominente Stelle im Beraterstab des Präsidenten einnahm. Die parlamentarische Anfrage des CHP-Abgeordneten Ali Şeker zu den Kongressen hatte eine ähnliche Stoßrichtung.

## Veröffentlichungen
- ASSAM: ASSAM UHAD Refereed Journal - ASSAM. In: ASSAM.
- ASSAM Congresses: ASSAM Congresses - Home. In: ASSAM Congresses.
- ASSAM Congresses: ASSAM Congresses - Adnan TANRIVERDİ.
- ASSAM Congresses: ASSAM Congresses - Declaration of ASSAM Confederation of Islamic States for Islamic Union. In: ASSAM Congresses. 10. September 2017.
- ASSAM Congresses: 1st International ASSAM Islamic Union Congress Articles Abstract Book. In: 1st International ASSAM Islamic Union Congress Articles Abstract Book. 24. November 2017.
- ASSAM Congress: Constitution of the Confederation of Islamic Countries. 2017.
- ASSAM Congresses: ASSAM Congresses - Islamic Economics and Common Economic Systems Congress Program. In: ASSAM Congresses. 1. November 2018.
- ASSAM Congresses: ASSAM Congresses - Declaration II of The Second International Congress of The Islamic Union of ASSAM. In: ASSAM Congresses. 18. November 2018.
- ASSAM Congresses: 3rd International ASSAM Islamic Union Congresses „ASRICA Common Defense Industry Production“. Abstract Book. In: ASSAM Congresses. 12. Dezember 2019.
- ASSAM Congresses: ASSAM Congresses - FOR THE ISLAMIC UNION ASSAM DECLARATION OF ISLAMIC COUNTRIES CONFEDERATION–III. 20. Dezember 2019.
- ASSAM Congresses: ASSAM Congresses - 4th International ASSAM Islamic Union Congress Articles Abstract Book is Published. In: ASSAM Congresses. 12. Dezember 2020.
- Tanrıverdi, Adnan: Why ASSAM. In: ASSAM. 2014.
- Tanriverdi, Adnan: ASRICA Union of Islamic States Defense Organization (Conceived Model). In: ASRICA Union of Islamic States Defense Organization. 12. Dezember 2020.
- Tanrıverdi, Adnan: Press Release About Misuse Of The ‚Mahdi‘ Discourse. In: SADAT A.Ş. 31. Dezember 2019.